# Кембу-Мару
Кембу-Мару (Kembu Maru) — судно, яке під час Другої світової війни взяло участь у операціях японських збройних сил на Каролінських та Маршаллових островах.
Судно заклали як Empire Blossom у травні 1941-го на гонконзькій верфі Taikoo Dockyard & Engineering Company для британського Міністерства військового транспорту. Станом на початок грудня воно вже було майже готове до спуску на воду, при цьому з огляду на майже неминучий початок війни з Японією призначені для нього котли та двигун перенаправили до Сінгапуру.
25 грудня 1941-го Гонконг дійсно потрапив у руки японців. Останні вирішили добудувати судно, перейменоване в Кембу-Мару, при цьому роботи затягнулись аж до лютого 1943-го.
8—18 березня 1943-го судно перейшло з Гонконгу до Сасебо, де було додатково обладнане для перевезення чотирьох сотень осіб. Також існують дані, що Кембу-Мару мало одну 5-дюймову гармату.
З квітня по червень 1943-го Кембу-Мару виконувало рейси у водах Південно-Східної Азії та Японії, відвідавши (деякі не по одному разу) порти Такао (наразі Гаосюн на Тайвані), Самах (острів Хайнань), Камфа, Камрань, Сайгон та Вунгтау (всі Французький Індокитай), Мако (база японського ВМФ на Пескадорських островах у південній частині Тайванської протоки), Моджі, Осака, Йокогама, Йокосука, Муроран (Хоккайдо).
9—20 липня 1943-го Кембу-Мару у складі конвою № 3709 пройшло з Йокосуки на Трук у центральній частині Каролінських островів (тут ще до війни створили потужну базу японського ВМФ, з якої до лютого 1944-го провадились операції у цілому ряді архіпелагів). Існують дані, що 4 серпня в районі за три сотні кілометрів на північний схід від острова Понпеї (між східними Каролінськими та Маршалловими островами) Кембу-Мару під час прямування у складі конвою було атаковане американським підводним човном USS Seadragon, який випустив 2 торпеди та ймовірно досяг одного влучання (детально спостерігати результати Seadragon не зміг через контратаку кораблів ескорту).
20—26 серпня разом з конвоєм № 7202 Кембу-Мару перейшло з Труку до Палау (важливий транспортний хаб на заході Каролінських островів), а 18 вересня у складі конвою FU-807 вирушило звідси до Японії, 29 вересня досягнувши порту Ніїхама.
Побувавши в Токуямі та Йокосуці, Кембу-Мару 20 жовтня 1943-го знову вирушило з Йокосуки на Трук разом з конвоєм № 3020, який досягнув пункту призначення 31 жовтня. 7 листопада воно вийшло звідси на Маршаллові острови у складі конвою № 5075, який 13 листопада прибув на атол Кваджелейн.
4 грудня 1943-го судно все ще перебувало на Кваджелейні, коли по ньому завдало удару американське авіаносне з'єднання. Кембу-Мару зазнало значних пошкоджень та затонуло наступної доби (за іншими даними, на його борту був вантаж авіаційного пального, вибух якого призвів до моментальної загибелі корабля і втрати 19 членів екіпажу — втім, подібну історію також наводять щодо транспорту Асакадзе-Мару, який загинув на Кваджелейні під час того ж рейду).